# Comuna Studina, Olt
Studina este o comună în județul Olt, Oltenia, România, formată din satele Studina (reședința) și Studinița.

## Demografie
Componența etnică a comunei Studina
     Români (90,89%)
     Alte etnii (0%)
     Necunoscută (9,11%)
Componența confesională a comunei Studina
     Ortodocși (90,05%)
     Alte religii (0,12%)
     Necunoscută (9,82%)
Conform recensământului efectuat în 2021, populația comunei Studina se ridică la 2.403 locuitori, în scădere față de recensământul anterior din 2011, când fuseseră înregistrați 2.985 de locuitori. Majoritatea locuitorilor sunt români (90,89%), iar pentru 9,11% nu se cunoaște apartenența etnică. Din punct de vedere confesional, majoritatea locuitorilor sunt ortodocși (90,05%), iar pentru 9,82% nu se cunoaște apartenența confesională.

## Politică și administrație
Comuna Studina este administrată de un primar și un consiliu local compus din 11 consilieri. Primarul, Marian Vasile[*], de la Partidul Național Liberal, este în funcție din 2008. Începând cu alegerile locale din 2024, consiliul local are următoarea componență pe partide politice:
|  | Partid                    | Consilieri | Componența Consiliului | Componența Consiliului | Componența Consiliului | Componența Consiliului | Componența Consiliului | Componența Consiliului | Componența Consiliului | Componența Consiliului | Componența Consiliului |
|  | ------------------------- | ---------- | ---------------------- | ---------------------- | ---------------------- | ---------------------- | ---------------------- | ---------------------- | ---------------------- | ---------------------- | ---------------------- |
|  | Partidul Național Liberal | 9          |                        |                        |                        |                        |                        |                        |                        |                        |                        |
|  | Partidul Social Democrat  | 2          |                        |                        |                        |                        |                        |                        |                        |                        |                        |